# Impatiens balsamina
A Impatiens balsamina é uma erva asiática da família das balsamináceas. A espécie possui folhas lanceoladas e serreadas, flores vermelhas, róseas, brancas ou variegadas, por vezes dobradas, e fruto capsular explosivo (elatério). É muito cultivada como ornamental, o suco do caule tem propriedades diuréticas e eméticas. Também é conhecida pelos nomes de balsamina, ciúmes, maria-sem-vergonha, não-me-toques, melindres, nóli-me-tângere e papagaios.

## Sinônimos
A espécie Impatiens balsamina possui 16 sinônimos reconhecidos atualmente.
- Balsamina angustifolia Blume
- Balsamina balsamina (L.) Huth
- Balsamina coccinea (Sims) DC.
- Balsamina cornuta (L.) DC.
- Balsamina foeminea Gaertn.
- Balsamina hortensis Desp.
- Balsamina lacca Medik.
- Balsamina minutiflora Span.
- Balsamina mollis G.Don
- Balsamina odorata Buch.-Ham. ex D.Don
- Balsamina racemosa Buch.-Ham. ex D.Don
- Balsamina salicifolia Bojer ex Baker
- Impatiens coccinea Sims
- Impatiens cornuta L.
- Impatiens eriocarpa Launert
- Impatiens stapfiana Gilg